# Zamarada tricuspida
Zamarada tricuspida là một loài bướm đêm trong họ Geometridae.